# Bruno Beschizza
Pour les articles homonymes, voir Beschizza.
Bruno Beschizza, né le 24 mars 1968 à Saint-Mandé (Val-de-Marne), est un homme politique français et ancien officier de police.
Membre du parti Les Républicains, il est conseiller régional d'Île-de-France depuis le 18 décembre 2015, maire d'Aulnay-sous-Bois depuis le 5 avril 2014 et président de l'Établissement public territorial Paris Terres d'Envol depuis le 11 janvier 2016.

## Biographie

### Enfance et famille
D'origine italienne, Bruno Beschizza est élevé dans une cité HLM de Montreuil en Seine-Saint-Denis.
Il est titulaire de la médaille de la Défense nationale. Il est auditeur de la 17e session de l'Institut national des hautes études de sécurité en 2006 et nommé chevalier dans l'ordre national du Mérite le 30 janvier 2008.
Il est parrain de l'un des cinq enfants d’Alain Bauer et de l'un des fils de Manuel Valls.

### Parcours dans la police
En 1983, il est admis au lycée militaire d'Aix-en-Provence où il reste six ans. Après un an de service militaire dans les forces françaises en Allemagne, il réussit en 1991 le concours d'officier de la police nationale et il est affecté comme lieutenant de police à la Compagnie d'intervention à Paris en 1992. Il est promu capitaine le 22 juillet 1998, commandant de police le 22 décembre 2004, nommé à l'emploi fonctionnel de commandant de police le 16 février 2009.
Il siège à partir de 1995 en tant qu'élu du personnel à la commission administrative paritaire pour le corps de commandement de la police nationale. En 1998, il est nommé membre du Conseil supérieur de la Fonction publique de l'État.
De novembre 1998 jusqu'au printemps 2010, il est secrétaire général du syndicat Synergie-Officiers.

### Parcours politique

#### 2010 à 2013
Il est choisi par Nicolas Sarkozy et Valérie Pécresse pour être tête de liste UMP pour la Seine-Saint-Denis à l'élection régionale de 2010 en Île-de-France. Il est élu conseiller régional d'opposition le 21 mars 2010. Au regard du code électoral qui dispose que « ne sont pas éligibles » « les fonctionnaires des corps actifs de police dans les cantons où ils exercent ou ont exercé leur fonction depuis moins de six mois » et Bruno Beschizza n'ayant jamais travaillé en Seine-Saint-Denis, il aurait dû être déchu de son mandat. 
Ayant refusé le statut d'attaché d'administration centrale qui lui est proposé, il est nommé sous-préfet hors cadre, le code électoral disposant également que les sous-préfets ne peuvent être élus « dans le département où ils exercent ou ont exercé leur fonction depuis moins d'une année. » Il est nommé sous-préfet hors-cadre par décret du  président de la République Française, Nicolas Sarkozy en date du 23 avril 2010,,,, et est titularisé conformément à la loi le 28 avril 2012. Cela lui permet de continuer à exercer un mandat politique tout en ne subissant pas d'incompatibilité avec son statut de fonctionnaire. Bruno Beschizza est promu par Manuel Valls au grade à accès fonctionnel d'administrateur général.
Fin 2010, avec l'arrivée de Jean-François Copé à la tête de l'UMP, Bruno Beschizza est nommé secrétaire national à l'emploi des forces de sécurité. Il est membre de la « cellule riposte » dirigée par Brice Hortefeux et joue le rôle de « porte-parole officieux » pour l'UMP avec Valérie Rosso-Debord, Sébastien Huyghe et Franck Riester. Il se distingue notamment lorsque Jean-François Copé le charge à l'été 2011 de questionner le Parti socialiste sur l'affaire Guérini, lui donnant même la parole en pleine conférence de presse.
En juin 2012, il est choisi candidat pour les élections législatives par l'UMP dans la troisième circonscription (anciennement treizième circonscription) de Seine-Saint-Denis, ancrée à gauche. Le député-sortant Michel Pajon, maire de Noisy-le-Grand, y avait réalisé en pleine « vague bleue » lors des élections législatives de juin 2007, un score de 54,79 % au second tour. En 2012, Michel Pajon remporte l'élection avec 60,38 % des voix au second tour, contre Bruno Beschizza, qui recueille 39,62 %[réf. souhaitée].
En mai 2013, il est investi par son parti comme tête de liste UMP pour l'élection municipale de 2014 dans la ville d'Aulnay-sous-Bois, tenue jusqu'alors par le socialiste Gérard Ségura. Ce dernier avait conquis la ville en 2008 après 25 ans de gestion de la ville par des maires de droite. Il déménage alors de Rosny-sous-Bois pour s'installer dans cette ville dont il convoite la mairie. Le 30 mars 2014, Bruno Beschizza est élu maire d'Aulnay-sous-Bois en obtenant un score de 60,70 % des suffrages exprimés lors du second tour des élections, contre 39,30 % pour son rival socialiste. Durant sa campagne, il reçoit le soutien de nombreux politiques de son camp comme le député-maire de Meaux et président de l'UMP Jean-François Copé, le sénateur-maire des Pavillons-sous-Bois Philippe Dallier, ou encore le sénateur et ancien Premier ministre Jean-Pierre Raffarin.

#### Depuis 2014
Bien que la droite soit minoritaire en voix, il est élu président du syndicat intercommunal SEAPFA par 27 voix contre 10 au maire EELV de Sevran, Stéphane Gatignon, car ayant reçu le soutien du député-maire Front de gauche François Asensi.
Après un temps d'hésitation, Bruno Beschizza se lance finalement dans la course des élections départementales 2015 à Aulnay-sous-Bois et est élu conseiller départemental de la Seine-Saint-Denis le 29 mars 2015 avec 65,57% des suffrages aux côtés de Séverine Maroun, sa première adjointe à Aulnay-sous-Bois.
Le 11 janvier 2016, il est élu président de l'établissement public territorial Paris Terres d'Envol (territoire T7) qui rassemble huit communes séquano-dionysiennes de la métropole du Grand Paris.
Il soutient Nicolas Sarkozy au premier tour de la primaire présidentielle des Républicains de 2016. Dans le cadre de sa campagne, il est nommé orateur national chargé de la sécurité. Au second tour, il se range derrière François Fillon.
Le 31 mars 2016, il est élu premier vice-président de l'établissement public foncier d’Île-de-France (EPFIF) aux côtés de Valérie Pécresse.
S'opposant en novembre 2016 à une campagne d'affichage de prévention de la transmission du SIDA entre personnes du même sexe, il prend un arrêté demandant le retrait des affiches représentant deux hommes qui s'embrassent. Il est critiqué par son opposant le député Daniel Goldberg : « Une affiche d'une femme embrassant un homme n'aurait pas déclenché cet arrêté. Cela porte un nom : l'homophobie. » Alors que le maire d'Aulnay-sous-Bois considère cet affichage « contraire aux bonnes mœurs et à la moralité (...) et [risquant de] heurter la sensibilité de l’enfance et de la jeunesse », le préfet de la Seine-Saint-Denis estime cet arrêté illégal et saisit le tribunal administratif pour obtenir son annulation. Qualifié d’arrêté homophobe par huit élus d'opposition, Bruno Beschizza les poursuit par une plainte en diffamation. Mais le maire d'Aulnay-sous-Bois est définitivement débouté quatre ans plus tard par la Cour de cassation.
Après la requalification de « viol en réunion par personnes dépositaires de l’autorité publique » en « violences volontaires en réunion avec arme par personnes dépositaires de l’autorité publique » contre les quatre policiers soupçonnés d’avoir violemment interpellé un jeune homme de 22 ans à Aulnay-sous-Bois le 2 février 2017, l'ancien syndicaliste policier Bruno Beschizza conteste cette incrimination moins grave envers les policiers mis en cause. La jeune victime présente une section du sphincter anal et une lésion du canal anal de dix centimètres de profondeur et des blessures au visage lui valant un premier arrêt de 60 jours d’interruption totale de travail.
Au printemps 2018, il soutient l'ouverture de l'école musulmane hors contrat Philippe Grenier par l'association Espérance musulmane de la jeunesse française. En septembre 2018, un dirigeant de cette association accuse l'Éducation nationale « d'apprendre la masturbation » aux enfants, et « les laïcistes » d'avoir « enlevé le hijab de l’école », « lancé une vendetta contre les bandanas, les jupes longues, les sorties scolaires », « mis en application les ABCD » de l’égalité et de vouloir mettre en place « des sorties scolaires dans les Gay pride »,.
Le 15 mars 2020, la liste qu'il conduit pour les élections municipales remporte le scrutin avec 59,33 % des voix mais avec seulement 32,92% de taux de participation.
Lors du second tour l’élection présidentielle de 2022, il annonce voter en faveur d'Emmanuel Macron.

### Franc-maçonnerie
Franc-maçon depuis 2000 en étant d'abord initié au Grand Orient de France, il devient vénérable de sa loge en 2004, il a fait partie de deux loges en Île-de-France. En 2008, il quitte le Grand Orient pour rejoindre la Grande loge de France, une obédience moins progressiste et plus spiritualiste. Jusqu'en 2010, il niait son appartenance maçonnique.

## Décoration
- Chevalier de la Légion d'honneur (14 juillet 2018)[42].
- Chevalier de l'ordre national du Mérite (2008)[1]
- Médaille de la Défense nationale, échelon bronze
- Médaille d'honneur de la Police nationale à titre exceptionnel (2011)[43]
- Médaille de la sécurité intérieure, or avec agrafe « police nationale » (2024)[44]